# Cheongdo
Quận Cheongdo (Hán-Việt: Thanh Đạo) là một quận ở đạo (tỉnh) Gyeongsang Bắc, Hàn Quốc. Quận này có diện tích 696,53 km², dân số năm 2005 là 47.099 người. 

## Hành chính
Cheongdo được chia thành 2 ấp (읍 eup) và 7 diện (면 myeon). Các đơn vị này lại được chia thành 212 ri, và 668 làng tự nhiên (jayeon burak).
- Ấp Hwayang (Hoa Dương)
- Ấp Cheongdo (Thanh Đạo)
- Diện Gakbuk (Giác Bắc)
- Diện Punggak (Phong Giác)
- Diện Iseo (Y Tây)
- Diện Gaknam (Giác Nam)
- Diện Maejeon (Mai Điền)
- Diện Geumcheon (Cẩm Xuyên)
- Diện Unmun (Vân Môn)

## Địa phương kết nghĩa
- Huyện Nộn Giang, thành phố Hắc Hà, tỉnh Hắc Lonh Giang, Trung Quốc